# Blåsbaggar
Blåsbaggar (Malachiidae) är en familj i ordningen skalbaggar med flera tusen arter varav 14 är påträffade i Sverige.

## Kännetecken
Skalbaggen är oftast mindre än 6 millimeter. De har klara färger och röda eller gula blåsor som kan skjutas ut på sidorna i försvarssyfte.

## Levnadssätt
Larverna är rovdjur och lever ofta under barken på murkna träd. Även de fullbildade skalbaggarna är rovdjur men de kan också leva på pollen.

## Systematik
Blåsbaggarna räknas ibland som en underfamilj till familjen borstbaggar. Den har då namnet Malachiinae.